# Daniel Haas
Daniel Haas (* 1. August 1983 in Erlenbach am Main) ist ein ehemaliger deutscher Fußballtorwart und heutiger Torwarttrainer.

## Karriere als Spieler

### Vereinskarriere

#### Jugend und Eintracht Frankfurt
Haas begann 1987 beim BSC Elsenfeld mit dem Fußballspielen. Von dort wechselte er 1996 in die Jugendabteilung von Eintracht Frankfurt. In der Saison 2001/02 in der Oberliga Hessen wurde Haas 15-mal eingesetzt. 2002 rückte er als Ersatztorwart ins Profiteam auf, blieb aber dort ohne Einsatz.

#### Hannover 96
Nach einer Saison in der zweiten Liga wechselte Haas zu Hannover 96. In drei Spielzeiten kam er überwiegend in der Amateurmannschaft, die zu dieser Zeit in der Oberliga Niedersachsen spielte, zum Einsatz. Zu seinem einzigen Bundesligaeinsatz kam er am letzten Spieltag der Saison 2003/04 gegen den VfL Bochum.

#### TSG 1899 Hoffenheim
Im Sommer 2005 wurde Haas an die TSG 1899 Hoffenheim ausgeliehen, um in der Regionalliga Spielpraxis zu erlangen. Nachdem er unter Hansi Flick ohne Ligaeinsatz geblieben war, erarbeitete er sich unter Lorenz-Günther Köstner und später Ralf Rangnick einen Stammplatz.
Nach dem Aufstieg in die zweite Bundesliga unterschrieb er einen Zweijahresvertrag ab der Saison 2007/08 bei der TSG Hoffenheim. Am 17. Spieltag verletzte sich Haas während des Spiels gegen die SpVgg Greuther Fürth. Als Ersatz wurde Ramazan Özcan von Red Bull Salzburg ausgeliehen. Auch nach Auskurieren seiner Verletzung blieb Haas auch nach dem Aufstieg in die Bundesliga bis in die Saison 2008/09 hinein nur der Platz auf der Ersatzbank. Nachdem Özcans Leistungen zunehmend kritisiert worden waren, kehrte Haas ins Hoffenheimer Tor zurück, wurde jedoch in der Winterpause durch Neuzugang Timo Hildebrand ersetzt und kam bis 2010 nur noch als Ersatz Hildebrands zum Einsatz. Zur Saison 2010/11 verpflichtete der Verein nach Hildebrands Abgang als neuen Stammtorhüter Tom Starke. Da dieser sich zur Mitte der Hinrunde verletzte, kam Haas erneut zu Einsätzen in der Bundesliga.
In einem Testspiel gegen den Kreisligisten FSG Altendiez wurde Haas erstmals als Feldspieler eingesetzt.

#### 1. FC Union Berlin

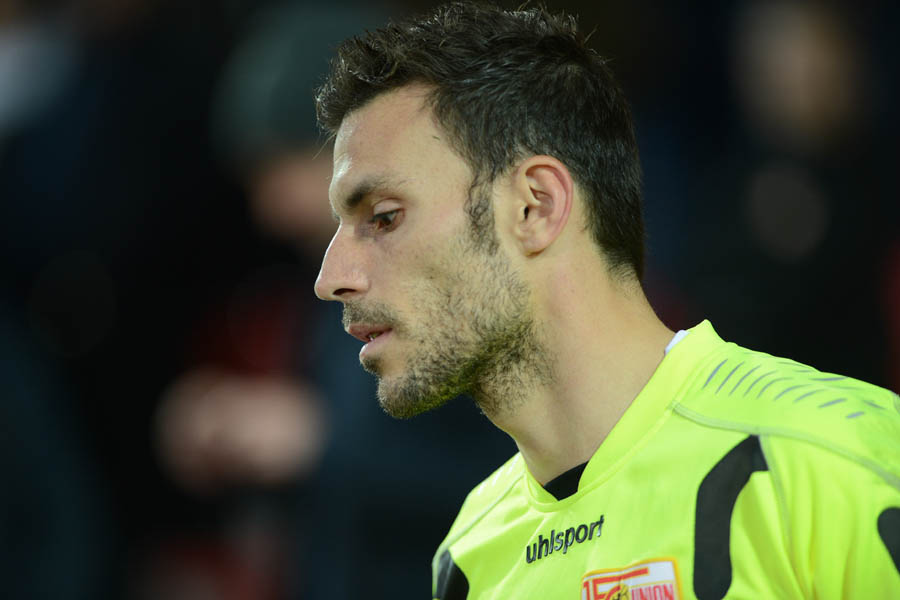
Daniel Haas (2013)

Der 2012 auslaufende Vertrag von Haas wurde bei der TSG 1899 Hoffenheim nicht verlängert. Haas unterschrieb daraufhin einen Vertrag beim Zweitligisten 1. FC Union Berlin.
Nach der Saison 2015/16 verließ er den 1. FC Union Berlin.

#### FC Erzgebirge Aue
Nach der Verletzung des Stammtorwarts Martin Männel wurde der vertragslose Daniel Haas für die Saison 2016/2017 verpflichtet. Ab Oktober 2019 war er, neben seiner Aufgabe als Aues Ersatzkeeper, interimsweise als Torwarttrainer der Sachsen im Einsatz.

### Nationalmannschaft
Er wurde in diverse Jugend-Nationalmannschaften des DFB berufen. Am 30. Mai 2001 wurde er in einem Vorbereitungsspiel zur Junioren-Fußballweltmeisterschaft 2001 als 17-Jähriger in der U20-Nationalmannschaft eingesetzt.

## Karriere als Trainer
Im Sommer 2020 beendete Haas seine Karriere und war seither nur noch als Torwarttrainer des FCE tätig. Zur Saison 2022/23 wechselte er als Torwarttrainer in die viertklassige Regionalliga Nordost zum FC Viktoria 1889 Berlin, wo er bis 2025 blieb. Ab 2024 war er außerdem Torwarttrainer der DFB U15-Mannschaft. Im Sommer 2025 schloss er sich dem BFC Dynamo in gleicher Funktion an.